# Amphicnemis smedleyi
Amphicnemis smedleyi là một loài chuồn chuồn kim trong họ Coenagrionidae.
Amphicnemis smedleyi được Laidlaw miêu tả khoa học năm 1926.